# محاكاة بالحاسوب في الدراسات التنظيمية
المحاكاة بالحاسوب هي إحدى الطرق البارزة المستخدمة في الدراسات التنظيمية والإدارة الإستراتيجية. فعلى الرغم من وجود عدد من الاستخدامات للمحاكاة بالحاسوب (من بينها تطوير أنظمة الهندسة في شركات التكنولوجيا المتطورة)، فإن معظم الأكاديميين في مجالات الإدارة الإستراتيجية والدراسات التنظيمية يستخدمون المحاكاة بالحاسوب لفهم الكيفية التي تعمل بها المنظمات أو الشركات. ومع ذلك، بدأ الباحثون في الآونة الأخيرة تطبيق المحاكاة بالحاسوب لفهم الدراسات التنظيمية على المستوى الجزئي، مع التركيز على الاستعراف والسلوك الفردي والشخصي مثل العمل في فريق.
وفي الوقت الذي يميل فيه الباحثون الإستراتيجيون إلى التركيز على نظريات الاختبار لأداء الشركة، يركز العديد من أصحاب النظريات التنظيمية على النظريات الأكثر وصفية، وكان الموضوع الذي يوحد بينها استخدام النماذج الحوسبية إما للتحقق من النظريات أو توسيعها. ولعله ليس من قبيل الصدفة أن هؤلاء الباحثون الذين يستخدمون المحاكاة بالحاسوب قد استوحوا أفكارًا من النمذجة الحيوية، وعلم البيئة، والفيزياء النظرية والديناميكا الحرارية، ونظرية الشواش، ونظرية التعقيد ودراسات المنظمات لأن هذه الطرق استُخدمت أيضًا بشكل مثمر في هذه المجالات.

## الفروق/التعريفات الأساسية
يستفيد الباحثون الذين يدرسون المنظمات والشركات باستخدام المحاكاة بالحاسوب من مجموعة متنوعة من الفروق والتعريفات الرئيسية المشتركة في الحوسبة العلمية
- النموذج القائم على وكيل في مقابل النموذج القائم على معادلة: النماذج القائمة على الوكيل يتم تشغيلها وفقًا للتفاعلات البسيطة نسبيًا، بينما تعتمد النماذج القائمة على المعادلات عدديًا على مجموعة متنوعة من المعادلات الديناميكية أو المستقرة (لاحظ: يذكر البعض أن هذا التمييز خاطئ لأن بعض النماذج القائمة على الوكيل تستخدم معادلات لتوجيه سلوك وكلائها)
- النموذج: نسخة مبسطة من العالم الحقيقي لا تتضمن سوى العناصر الضرورية ذات الأهمية النظرية[4]
- تعقيد النموذج: عدد الأجزاء المفاهيمية في النموذج والعلاقات بين هذه الأجزاء[5]
- الحتمية في مقابل العشوائية: يتم تشغيل النماذج الحتمية بالضبط كما تحددت ببعض المنطق المحدد سلفًا، في حين تعتمد النماذج العشوائية على مجموعة متنوعة من مخططات التوزيع الاحتمالي
- الأمثلية مقابل الوصف: نماذج ذات ممثلون إما لتحقيق الأداء الأمثل (مثل قمم الأشكال التكيفية) أو عدم تحقيقها

## الأساليب المنهجية
يوجد مجموعة متنوعة من الأساليب المنهجية في مجال المحاكاة بالحاسوب. وهي تشتمل على سبيل المثال لا الحصر ما يلي: (Note: this list is not Mutually Exclusive nor Collectively Exhaustive, but tries to be fair to the dominant trends. للاطلاع على ثلاثة من التصنيفات المختلفة، انظر كارلي 2001؛ ديفيس وآخرون 2007؛ دولي 2002)
- النماذج القائمة على الوكلاء: النماذج الحسابية التي تبحث في تفاعل الوكلاء المتعددة (قد تكون الأساليب التالية «قائمة على الوكيل» أيضًا)
- مؤتمتات خلوية: نماذج تستكشف العديد من الممثلين في الفضاء الفيزيائي والتي يعتمد سلوكها على قوانين ما
- نماذج الشبكة الديناميكية: أي نموذج يمثل الممثلين والكيانات غير الممثلة (المهام، الموارد، المواقع، والمعتقدات، وغيرها) كما تتصل عن طريق روابط العلاقات كما هي في تحليل الشبكات الديناميكية
- الخوارزميات الجينية: نماذج الوكلاء الذين من الممكن أن تتطور معلوماتهم الوراثية بمرور الوقت
- نموذج قائم على المعادلات (أو النمذجة غير الخطية): النماذج التي تستخدم المعادلات (غير الخطية عادة) التي تحدد الحالة المستقبلية لأنظمتها
- نماذج الشبكة الاجتماعية: أي نموذج يمثل الممثلين كما يرتبطون عن طريق «روابط» مقولبة كما هو الحال في تحليل الشبكات الاجتماعية
- محاكاة عشوائية: نماذج تتضمن متغيرات عشوائية أو مصدرًا للعشوائية
- ديناميكيات النظام: أسلوب قائم على المعادلات يستخدم المخططات ومخزونات وتدفقات الموارد
- نمذجة NK: تم نمذجة الممثلين بحيث ترتبط عقد N عن طريق توصيلات K التي تحاول عادة الوصول إلى قمة المنظر التكيفي

## الأبحاث المبكرة
صبت البحوث المبكرة في الإستراتيجية والمنظمات التي تستخدم المحاكاة بالحاسوب اهتمامها على السلوك الجزئي للأنظمة أو الآليات التنظيمية المحددة. شملت بعض أبرز هذه البحوث:
- كوهين ومارش، وأولسن (1972) نموذج الفضلات للاختيارات التنظيمية عرض هذا النموذج المؤسسات بوصفها مجموعة من الحلول لمشكلات في تنظيم عشوائي يشبه «صندوق الفضلات».
- دراسة مارش لعام 1991 الخاصة باستكشاف التعلم التنظيمي والاستثمار فيه حيث استفاد من دراسة جون أولاند لعام 1975 تمييز الاستكشاف/الاستثمار الرئيسي لعرض قيمة المتعلمين من النمط البطيء في المنظمات.
- نيلسون ووينتر (1982) نظرية تطور التغير الاقتصادي استخدم المحاكاة لإظهار أن النموذج التطوري قد ينتج نفس النوع من إجمالي الناتج المحلي / معدل الإنتاجية كما تقدمها نظرية الاختيار العقلاني الكلاسيكي الجديد.

## الأبحاث الحديثة
ازدهرت أبحاث المحاكاة بالحاسوب في القرن العشرين وما زالت مستمرة. وتتضمن أبرزها:
- نموذج كارول وهاريسون للديموغرافيا والثقافة التنظيمية (1998)
- نموذج ديفيس، وإيزنهارت، وبينغام (2009) لهيكل المنظمة في البيئات التي لا يمكن التنبؤ بها
- نموذج جافيتي وليفنثال (2000) الخاص بالبحث المعرفي والتجريبي
- نموذج NK لليفنثال (1997) الخاص بالتكيف على الأشكال التكيفية المجعدة.
- دراسة ريفكين (2000) للمحاكاة الإستراتيجية
- نموذج رودولف وريبينينج (2002) لنقاط التحول الكارثية
- نموذج ساستري (1997) للتغيير التنظيمي المؤكد
- نموذج زوت (2003) للتطور الإستراتيجي والقدرات الديناميكية